# Wilfried Nelissen
Wilfried Nelissen (nacido el 5 de mayo de 1970 en Tongeren) fue un ciclista belga, profesional entre los años 1991 y 1996, durante los cuales logró 29 victorias.
Nelissen era un especialista en los sprints, cuyo mayor logro fuero dos victorias en la Omloop Het Volk (años 1993 y 1994).

## Palmarés
1991
- Tour de l'Oise
- Flèche Hesbignonne

1992
- 1 etapa de la Vuelta a Andalucía
- París-Bourges
- Scheldeprijs Vlaanderen

1993
- 1 etapa del Tour de Francia
- 1 etapa de la Vuelta a Andalucía
- Omloop Het Volk
- Le Samyn

1994
- 1 etapa de la Vuelta a Asturias
- 2 etapas de los Cuatro días de Dunkerque
- 1 etapa del Tour del Mediterráneo
- Omloop Het Volk
- 2 etapas de la Estrella de Bessèges
- Gran Premio de Isbergues
- Campeonato de Bélgica en Ruta

1995
- Campeonato de Bélgica en Ruta
- 1 etapa de la Vuelta a Andalucía
- 2 etapas de la París-Niza
- 1 etapa de los Cuatro días de Dunkerque
- 1 etapa del Midi Libre
- Circuit de l'Escaut

1996
- 2 etapas de la Vuelta a Andalucía
- Clásica de Almería
- 1 etapa de la París-Niza